# كارل هينريتش زولنر
كارل هينريتش زولنر (بالألمانية: Carl Heinrich Zöllner)‏ هو ملحن ألماني، ولد في 5 مايو 1792 في Oleśnica ‏ في بولندا، وتوفي في 2 يوليو 1836 في Wandsbek (quarter) ‏ في ألمانيا.

## وصلات خارجية
- كارل هينريتش زولنر على موقع ميوزك برينز (الإنجليزية)